# Superœuf

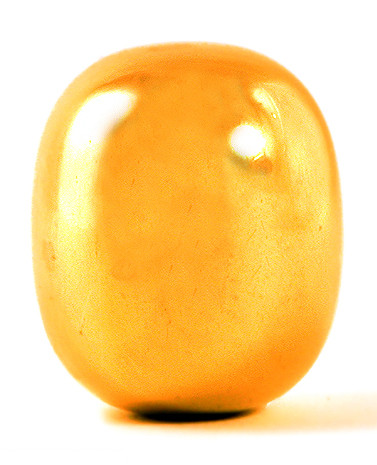
Un superœuf en laiton dessiné par Piet Hein.

Un superœuf (ou super-œuf) est, en géométrie, un solide de révolution obtenu par rotation d'une courbe de Lamé d'exposant supérieur à 2 autour de son plus grand axe. Un tel solide peut tenir droit sur une surface plane.

## Description
Un superœuf est un ellipsoïde de Lamé (en), un solide de révolution dont les sections longitudinales sont des courbes de Lamé et dont les sections transversales sont des cercles. Il est défini par l'équation suivante :
{\displaystyle \left|{\frac {\sqrt {x^{2}+y^{2}}}{r}}\right|^{p}+\left|{\frac {z}{h}}\right|^{p}\leq 1}
où r est le rayon horizontal à l'« équateur » (la partie la plus large) et h la moitié de la hauteur. L'exposant p détermine le degré d'écrasement aux sommets et à l'équateur. Cette définition peut être modifiée en une égalité stricte plutôt qu'une inégalité, afin de définir une surface de révolution plutôt qu'un solide.
À la différence d'un ellipsoïde de révolution oblong, un superœuf oblong peut tenir droit sans se renverser quand il est posé sur une surface plane ou sur un autre superœuf. Cette propriété est due à la nullité de sa courbure à ses sommets.

## Historique

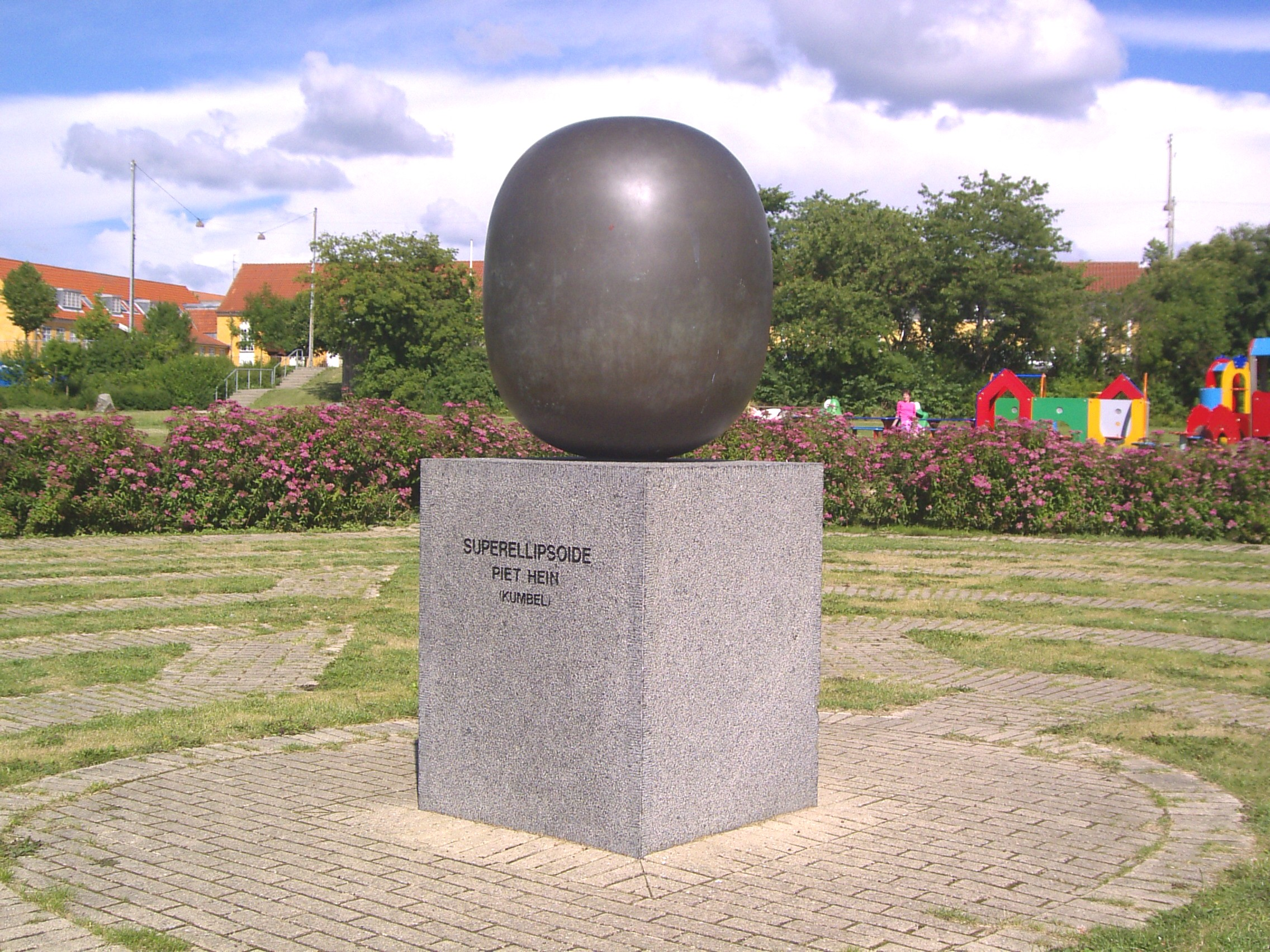
Une sculpture de superœuf dans le Kumbelparken de Farum, au Danemark.

La forme des superœufs est popularisée par le poète et scientifique danois Piet Hein et reproduite dans l'enveloppe en plastique des Kinder surprise. Des superœufs de divers matériaux sont vendus comme gadgets de bureau dans les années 1960. Un superœuf d'une tonne en acier et aluminium est installé à l'extérieur de Kelvin Hall (en) à Glasgow en 1971, à l'occasion d'une conférence de Hein.
Pour son superœuf, Piet Hein a choisi p = 2,5 (le même paramètre qu'il a sélectionné pour dessiner la fontaine centrale de Sergels torg à Stockholm en 1960) et r/h = 3/4.